# 盛装舞会

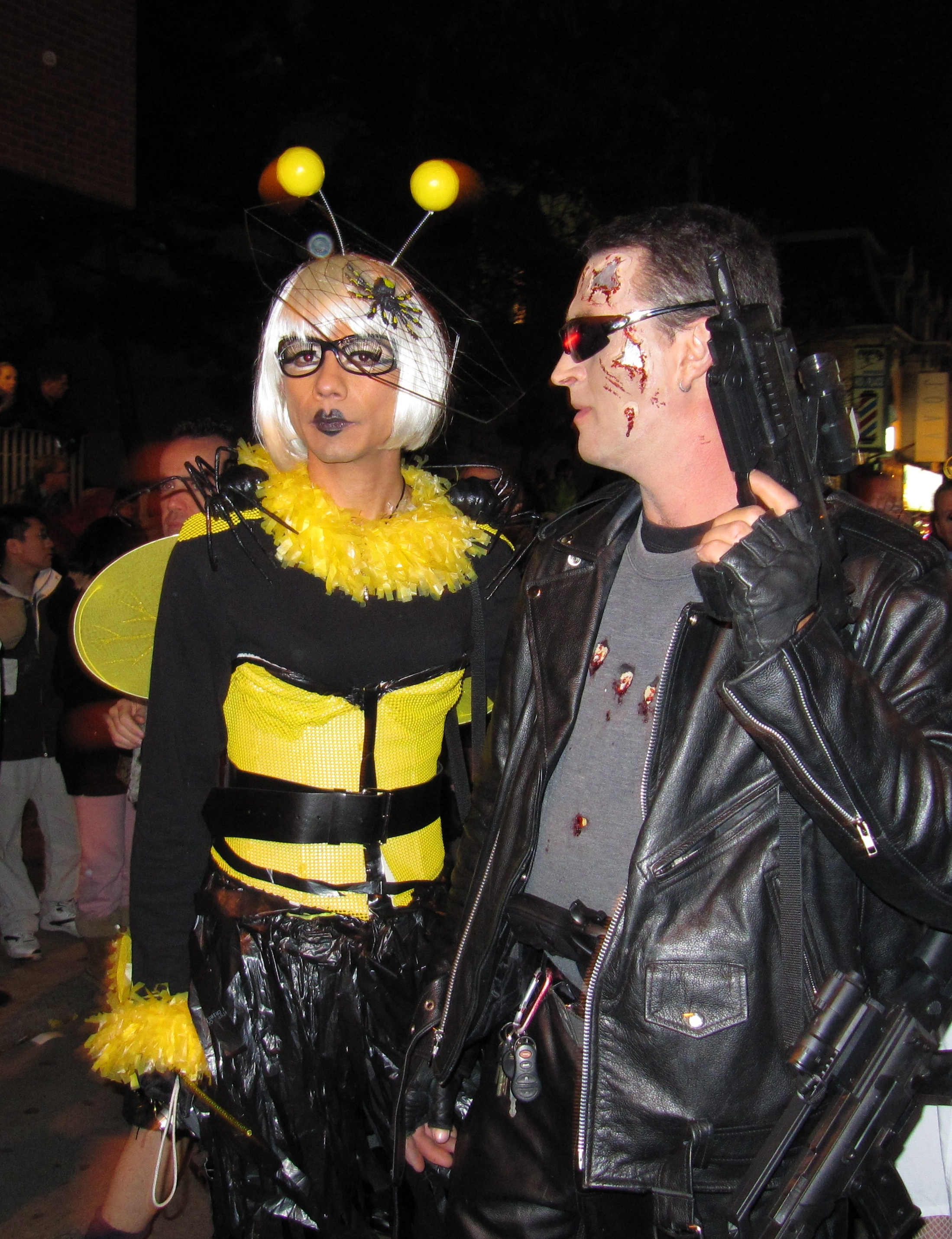
盛裝舞会上的人

盛裝舞会又稱化裝舞會，是西方文化中常見的一种派對，與會者會戴著面具或化好妝並身穿奇裝異服出席。萬聖夜那天，美国、加拿大、澳大利亚和新西兰很多地方都會舉辦盛裝舞會。